# Xã hội học dung tục
Xã hội học dung tục (tiếng Pháp: sociologie vulgaire) là biến tướng của xã hội học nghệ thuật mác-xít, xuất hiện vào những năm 20 – 30 ở Liên Xô trước đây mà đặc điểm chủ yếu là vận dụng phiến diện, một chiều phương pháp xã hội học mác-xít.
Biểu hiện cụ thể của xã hội học dung tục trong nghiên cứu văn học là: tuyệt đối hóa nguyên tắc giai cấp trong việc lí giải các hiện tượng văn học, xem nhà văn xuất thân giai cấp nào thì tuyên truyền cho ý thức hệ của giai cấp đó, đồng nhất một cách thô thiển, máy móc cái được phản ánh (con người, đời sống xã hội, thời đại lịch sử,...) với cái phản ánh (nội dung tác phẩm văn họcnghệ thuật), quy nội dung văn học vào các phạm trù xã hội học như giai cấp, cách mạng, phản động, mâu thuẫn xã hội,... coi trọng không đúng mức đặc trưng của văn học nghệ thuật, một hình thái ý thức xã hội đặc thù, đồng nhất hoặc phân biệt chưa đầy đủ tư duy nghệ thuật với tư duy khoa học.
Về sau, xã hội học dung tục không chỉ tồn tại ở Liên Xô trước đây mà còn ở nhiều nước khác, đặc biệt là các nước xã hội chủ nghĩa và đã bị phê phán. Tuy nhiên, cần thấy rõ việc khắc phục quan điểm, phương pháp xã hội học dung tục vốn không đơn giản, nhất là khi lí giải các hiện tượng văn học, nghệ thuật cụ thể. Phấn đấu để có thể vận dụng nhuần nhuyễn phương pháp xã hội học mác-xít vào lĩnh vực văn học nghệ thuật, để lí giải sâu sắc, thỏa đáng đời sống văn học nghệ thuật cũng như các hiện tượng văn học nghệ thuật cụ thể vẫn đang là yêu cầu đặt ra đối với giới nghiên cứu văn học mác-xít.